# Мозирський район
Мозирський район (біл. Мазырскі раён) — адміністративна одиниця на південному заході Гомельської області. Адміністративний центр — місто Мозир.

## Географія
Площа району становить 1600 кв. км (13-те місце). Район межує із Калинковицьким, Хойницьким, Наровлянським, Єльським, Лельчицьким і Петриковським районами Гомельської області.
Основні річки — Прип'ять (річка) і її притоки Тремля, Іпа, Ненач, Тур, Митва, Солокуча, Сколодинка, Буклівка, а також Чертень — притока Словечни.

## Історія
Район утворений 17 липня 1924 року. У часи нацистської окупації входив до складу Мозирської округи.
30 серпня 2007 місто Мозир і район об'єднано у одну одиницю (доти Мозир до складу району не входив).
1 липня 2021 року до складу Мозирського зі складу Петриковського району перадано 5 поселень (села Вялавськ, Майсеєвічи, Чарноцьке, Шастовичі і селище Шастовичі).

## Демографія
Чисельність населення на 1 липня 2009 року становила 132,5 тисячі осіб, де місто Мозир — 112,4 тис. осіб, район — 20,1 тис. осіб. Адміністративно територія району розділена на 10 сільських рад, котрі включають 92 населених пункти.

## Транспорт
Через район проходять залізниця Калинковичі — Овруч, а також автомобільні дороги Мозир — Овруч, Мозир — Наровля, Мозир — Лельчиці, Мозир — Петриков. По Прип'яті здійснюється судноплавство.